# Caterina Gattai Tomatis
Cecilia Caterina Maria Gattai Tomatis, da nubile Filippazzi (Milano, 1747 – Varsavia, 1792), è stata una ballerina italiana.
È conosciuta come l'amante di Stanisław August Poniatowski dal 1765. Viene menzionata nelle memorie del Casanova.
Caterina Gattai Tomatis debuttò a Venezia nel 1760. Fu impegnata come Prima ballerina alla Royal Opera di Varsavia nel 1765-66, periodo durante il quale ebbe una relazione con il re polacco che attirò molta attenzione. Nel 1766, sposò l'avventuriero italiano Carlo Alessandro Tomatis (1739-1797), che si autodefinì conte di Vallery e della Loux, barone della Bridoire, e si ritirò dal palcoscenico. La sua relazione con il re continuò a intermittenza almeno fino al 1778, e lei e il suo coniuge ricevettero una fortuna dal re che permise loro di vivere una vita confortevole in un palazzo di Varsavia, partecipando all'alta società.

## Riferimenti
- Paweł Chynowski: Tomatis Cecilia Maria Caterina [nel] Polski Słownik Biograficzny, vol. LIV/2, ed. 221, Instytut Historii PAN, Warszawa 2022, pag. 281-283. ISBN 978-83-66911-05-5
- Ludwik Bernacki: Teatr, drammaturgo e regista di Stanisława Augusta. TI Lwów: Wydawnictwo Zakładu Narodowego im. Ossolińskich, 1925.